# Aschitus balcanicus
Aschitus balcanicus är en stekelart som beskrevs av Jensen 1989. Aschitus balcanicus ingår i släktet Aschitus och familjen sköldlussteklar. Inga underarter finns listade.